# Bentley (Warwickshire)
Bentley – wieś w Anglii, w hrabstwie Warwickshire, w dystrykcie North Warwickshire. Leży 32 km na północ od miasta Warwick i 154 km na północny zachód od Londynu.